# Frankrijk op het wereldkampioenschap voetbal 2010
Frankrijk was een van de deelnemende landen aan het wereldkampioenschap voetbal 2010 in Zuid-Afrika. Het was de dertiende deelname van het land. Bij de vorige editie in 2006 verloor Frankrijk in de finale na strafschoppen van Italië.

## Kwalificatie
Als lid van de UEFA speelde Frankrijk zijn wedstrijden in de zevende kwalificatiegroep. Ieder land ontmoette elkaar in zowel een thuis- als een uitwedstrijd, de groepsindeling werd bepaald aan de hand van resultaten in het verleden en een daaraan gekoppelde loting. De groepswinnaar kwalificeerde zich direct terwijl de acht beste nummers 2 play-offduels tegen elkaar speelden.
Frankrijk werd tweede in groep 7 en kwalificeerde zich nadien via een play-offduel tegen Ierland. In het play-offduel schakelde Frankrijk de Ieren uit na een omstreden doelpunt. Aanvaller Thierry Henry zorgde namelijk met hands voor de beslissing. De scheidsrechter zag niet dat Henry de bal met de hand had gespeeld en keurde het doelpunt dat op de overtreding volgde, goed. Henry gaf zijn fout achteraf toe en de Ieren dreigden een klacht in te dienen. Maar uiteindelijk gaf Ierland zich gewonnen en mocht Frankrijk naar het WK.

### Wedstrijden
|                            |                                                                |         |                  |                                                                                  |
| 6 september 2008 20:45 uur | Oostenrijk                                                     | 3 – 1   | Frankrijk        | Ernst Happel Stadion, Wenen Toeschouwers: 48.000 Scheidsrechter: Claus Bo Larsen |
| 6 september 2008 20:45 uur | Marc Janko 8' René Aufhauser 41' Andreas Ivanschitz 72' (pen.) | Verslag | 61' Sidney Govou | Ernst Happel Stadion, Wenen Toeschouwers: 48.000 Scheidsrechter: Claus Bo Larsen |

|                             |                                      |         |                        |                                                                                   |
| 10 september 2008 21:00 uur | Frankrijk                            | 2 – 1   | Servië                 | Stade de France, Parijs Toeschouwers: 53.027 Scheidsrechter: Olegário Benquerença |
| 10 september 2008 21:00 uur | Thierry Henry 53' Nicolas Anelka 63' | Verslag | 75' Branislav Ivanović | Stade de France, Parijs Toeschouwers: 53.027 Scheidsrechter: Olegário Benquerença |

|                           |                                    |         |                                      |                                                                                    |
| 11 oktober 2008 21:40 uur | Roemenië                           | 2 – 2   | Frankrijk                            | Stadionul Farul, Constanța Toeschouwers: 12.800 Scheidsrechter: Frank De Bleeckere |
| 11 oktober 2008 21:40 uur | Florentin Petre 6' Dorin Goian 17' | Verslag | 36' Franck Ribéry 69' Yoann Gourcuff | Stadionul Farul, Constanța Toeschouwers: 12.800 Scheidsrechter: Frank De Bleeckere |

|                         |          |         |                   |                                                                                              |
| 28 maart 2009 21:45 uur | Litouwen | 0 – 1   | Frankrijk         | S. Dariaus ir S. Girėno stadionas, Kaunas Toeschouwers: 8.700 Scheidsrechter: Eric Braamhaar |
| 28 maart 2009 21:45 uur |          | Verslag | 67' Franck Ribéry | S. Dariaus ir S. Girėno stadionas, Kaunas Toeschouwers: 8.700 Scheidsrechter: Eric Braamhaar |

|                        |                   |         |          |                                                                          |
| 1 april 2009 21:00 uur | Frankrijk         | 1 – 0   | Litouwen | Stade de France, Parijs Toeschouwers: 79.543 Scheidsrechter: Howard Webb |
| 1 april 2009 21:00 uur | Franck Ribéry 75' | Verslag |          | Stade de France, Parijs Toeschouwers: 79.543 Scheidsrechter: Howard Webb |

|                            |         |         |                         |                                                                              |
| 12 augustus 2009 17:00 uur | Faeröer | 0 – 1   | Frankrijk               | Tórsvøllur, Tórshavn Toeschouwers: 2.974 Scheidsrechter: Michael Koukoulakis |
| 12 augustus 2009 17:00 uur |         | Verslag | 41' André-Pierre Gignac | Tórsvøllur, Tórshavn Toeschouwers: 2.974 Scheidsrechter: Michael Koukoulakis |

|                            |                   |         |                          |                                                                         |
| 5 september 2009 21:00 uur | Frankrijk         | 1 – 1   | Roemenië                 | Stade de France, Parijs Toeschouwers: 78.209 Scheidsrechter: Ivan Bebek |
| 5 september 2009 21:00 uur | Thierry Henry 48' | Verslag | 55' (e.d.) Julien Escudé | Stade de France, Parijs Toeschouwers: 78.209 Scheidsrechter: Ivan Bebek |

|                            |                          |         |                   |                                                                                  |
| 9 september 2009 21:00 uur | Servië                   | 1 – 1   | Frankrijk         | Rode Ster-stadion, Belgrado Toeschouwers: 49.456 Scheidsrechter: Roberto Rosetti |
| 9 september 2009 21:00 uur | Nenad Milijaš 12' (pen.) | Verslag | 36' Thierry Henry | Rode Ster-stadion, Belgrado Toeschouwers: 49.456 Scheidsrechter: Roberto Rosetti |

|                           |                                                                                      |         |         |                                                                                |
| 10 oktober 2009 21:00 uur | Frankrijk                                                                            | 5 – 0   | Faeröer | Stade du Roudourou, Guingamp Toeschouwers: 16.755 Scheidsrechter: Robert Małek |
| 10 oktober 2009 21:00 uur | André-Pierre Gignac 34', 38' William Gallas 52' Nicolas Anelka 86' Karim Benzema 88' | Verslag |         | Stade du Roudourou, Guingamp Toeschouwers: 16.755 Scheidsrechter: Robert Małek |

|                           |                                                                    |         |                |                                                                            |
| 14 oktober 2009 21:00 uur | Frankrijk                                                          | 3 – 1   | Oostenrijk     | Stade de France, Parijs Toeschouwers: 78.099 Scheidsrechter: Pedro Proença |
| 14 oktober 2009 21:00 uur | Karim Benzema 18' Thierry Henry 26' (pen.) André-Pierre Gignac 66' | Verslag | 49' Marc Janko | Stade de France, Parijs Toeschouwers: 78.099 Scheidsrechter: Pedro Proença |

### Eindstand groep 9
| Team       | Wed | W | G | V | DV | DT | +/- | Ptn |
| ---------- | --- | - | - | - | -- | -- | --- | --- |
| Servië     | 8   | 7 | 1 | 2 | 22 | 8  | 14  | 22  |
| Frankrijk  | 8   | 6 | 3 | 1 | 18 | 9  | 9   | 21  |
| Oostenrijk | 8   | 4 | 2 | 4 | 14 | 15 | -1  | 14  |
| Litouwen   | 8   | 4 | 0 | 6 | 10 | 11 | -1  | 12  |
| Roemenië   | 8   | 3 | 3 | 4 | 12 | 18 | -6  | 12  |
| Faeröer    | 8   | 1 | 1 | 8 | 5  | 20 | -15 | 4   |

### Barrageduel
Frankrijk plaatste zich niet rechtstreeks voor het WK. Omdat de Fransen als tweede in Groep 7 eindigden, volgden er nog twee barragewedstrijden tegen Ierland, de nummer twee van Groep 8. William Gallas scoorde in de verlengingen het winnende doelpunt. Hij scoorde op aangeven van Henry, die achteraf toegaf dat hij de bal met de hand raakte bij het geven van zijn assist.
|                        |         |         |            |                                                                     |
| 14 november 2009 20:00 | Ierland | 0 – 1   | Frankrijk  | Croke Park, Dublin Toeschouwers: 74.103 Scheidsrechter: Felix Brych |
| 14 november 2009 20:00 |         | Verslag | 72' Anelka | Croke Park, Dublin Toeschouwers: 74.103 Scheidsrechter: Felix Brych |

|                        |             |         |           |                                                                             |
| 18 november 2009 21:00 | Frankrijk   | 1 – 1   | Ierland   | Stade de France, Parijs Toeschouwers: 79.145 Scheidsrechter: Martin Hansson |
| 18 november 2009 21:00 | Gallas 103' | Verslag | 32' Keane | Stade de France, Parijs Toeschouwers: 79.145 Scheidsrechter: Martin Hansson |

## Het wereldkampioenschap

### Selectie
Op 17 mei 2010 maakte bondscoach Raymond Domenech zijn WK-selectie van 24 man bekend. Afhankelijk van de blessure van William Gallas viel hij of een andere verdediger nog af van deze selectie. Later werd bekend dat Lassana Diarra de afvaller werd vanwege maagproblemen.

Caps en goals corresponderend met situatie voorafgaand aan toernooi
| Nummer / Naam      | Nummer / Naam       | Geboortedatum | Caps | Goals | Club                | Duels | Goal | Kreeg geel | Kreeg voor de tweede keer geel en dus rood | Weggestuurd |
| Doel               | Doel                | Doel          | Doel | Doel  | Doel                | Doel  | Doel | Doel       | Doel                                       | Doel        |
| ------------------ | ------------------- | ------------- | ---- | ----- | ------------------- | ----- | ---- | ---------- | ------------------------------------------ | ----------- |
| 1                  | Hugo Lloris         | 26/12/1986    | 11   | 0     | Olympique Lyon      | 3     | 0    | 0          | 0                                          | 0           |
| 16                 | Steve Mandanda      | 28/03/1985    | 13   | 0     | Olympique Marseille | 0     | 0    | 0          | 0                                          | 0           |
| 23                 | Cédric Carrasso     | 30/12/1981    | 0    | 0     | Girondins Bordeaux  | 0     | 0    | 0          | 0                                          | 0           |
| Verdediging        |                     |               |      |       |                     |       |      |            |                                            |             |
| 2                  | Bacary Sagna        | 14/02/1983    | 20   | 0     | Arsenal             | 3     | 0    | 0          | 0                                          | 0           |
| 3                  | Éric Abidal         | 11/07/1979    | 48   | 0     | FC Barcelona        | 2     | 0    | 1          | 0                                          | 0           |
| 4                  | Anthony Réveillère  | 10/11/1979    | 6    | 0     | Olympique Lyon      | 0     | 0    | 0          | 0                                          | 0           |
| 5                  | William Gallas      | 17/12/1977    | 81   | 5     | Arsenal FC          | 3     | 0    | 0          | 0                                          | 0           |
| 6                  | Marc Planus         | 07/03/1982    | 1    | 0     | Girondins Bordeaux  | 0     | 0    | 0          | 0                                          | 0           |
| 13                 | Patrice Evra        | 15/05/1981    | 30   | 0     | Manchester United   | 2     | 0    | 1          | 0                                          | 0           |
| 17                 | Sébastien Squillaci | 11/08/1980    | 20   | 0     | Arsenal             | 1     | 0    | 0          | 0                                          | 0           |
| Middenveld         |                     |               |      |       |                     |       |      |            |                                            |             |
| 7                  | Franck Ribéry       | 07/04/1983    | 45   | 7     | FC Bayern München   | 3     | 0    | 1          | 0                                          | 0           |
| 8                  | Yoann Gourcuff      | 11/07/1986    | 20   | 1     | Girondins Bordeaux  | 2     | 0    | 0          | 0                                          | 1           |
| 14                 | Jérémy Toulalan     | 10/09/1983    | 34   | 0     | Olympique Lyon      | 2     | 0    | 2          | 0                                          | 0           |
| 15                 | Florent Malouda     | 13/06/1980    | 54   | 3     | Chelsea FC          | 3     | 1    | 0          | 0                                          | 0           |
| 18                 | Alou Diarra         | 15/07/1981    | 25   | 0     | Girondins Bordeaux  | 1     | 0    | 0          | 0                                          | 0           |
| 19                 | Abou Diaby          | 11/05/1986    | 5    | 0     | Arsenal             | 3     | 0    | 1          | 0                                          | 0           |
| Aanval             |                     |               |      |       |                     |       |      |            |                                            |             |
| 9                  | Djibril Cissé       | 12/08/1981    | 39   | 9     | Panathinaikos       | 1     | 0    | 0          | 0                                          | 0           |
| 10                 | Sidney Govou        | 27/07/1979    | 46   | 10    | Olympique Lyon      | 3     | 0    | 0          | 0                                          | 0           |
| 11                 | André-Pierre Gignac | 05/12/1985    | 13   | 4     | Toulouse            | 3     | 0    | 0          | 0                                          | 0           |
| 12                 | Thierry Henry       | 17/08/1977    | 121  | 51    | FC Barcelona        | 2     | 0    | 0          | 0                                          | 0           |
| 20                 | Mathieu Valbuena    | 28/09/1984    | 2    | 1     | Olympique Marseille | 1     | 0    | 0          | 0                                          | 0           |
| 21                 | Nicolas Anelka      | 14/03/1979    | 67   | 14    | Chelsea FC          | 2     | 0    | 0          | 0                                          | 0           |
| Bondscoach         |                     |               |      |       |                     |       |      |            |                                            |             |
| Vlag van Frankrijk | Raymond Domenech    | 24/01/1952    |      |       |                     |       |      |            |                                            |             |

### Groep A
| Land        | Wed | Win | Gel | Ver | DV | DT | +/- | Pnt |
| ----------- | --- | --- | --- | --- | -- | -- | --- | --- |
| Uruguay     | 3   | 2   | 1   | 0   | 4  | 0  | 3   | 7   |
| Mexico      | 3   | 1   | 1   | 1   | 3  | 2  | 1   | 4   |
| Zuid-Afrika | 3   | 1   | 1   | 1   | 3  | 5  | –2  | 4   |
| Frankrijk   | 3   | 0   | 1   | 2   | 1  | 5  | –4  | 1   |

|                            |         |       |           |                                                                                         |
| 11 juni 2010 18:00 (UTC+2) | Uruguay | 0 – 0 | Frankrijk | Kaapstadstadion, Kaapstad Toeschouwers: 64.100 Scheidsrechter: Yuichi Nishimura (Japan) |
| 11 juni 2010 18:00 (UTC+2) | Verslag |       |           | Kaapstadstadion, Kaapstad Toeschouwers: 64.100 Scheidsrechter: Yuichi Nishimura (Japan) |

| Uruguay | Frankrijk |

| Uruguay:       |    |                    |             |
|                |    |                    |             |
| GK             | 1  | Fernando Muslera   |             |
| RB             | 6  | Mauricio Victorino | 59'         |
| CB             | 2  | Diego Lugano       | 90+3'       |
| CB             | 3  | Diego Godín        |             |
| LB             | 11 | Álvaro Pereira     |             |
| RM             | 16 | Maxi Pereira       |             |
| CM             | 15 | Diego Pérez        | 87'         |
| CM             | 17 | Egidio Arévalo     |             |
| LM             | 18 | Ignacio González   | 63'         |
| CF             | 10 | Diego Forlán       |             |
| CF             | 9  | Luis Suárez        | 74'         |
| Wisselspelers: |    |                    |             |
| MF             | 14 | Nicolás Lodeiro    | 63' 68' 81' |
| FW             | 13 | Sebastián Abreu    | 74'         |
| MF             | 8  | Sebastián Eguren   | 87'         |
| Coach:         |    |                    |             |
| Óscar Tabárez  |    |                    |             |

| Frankrijk:       |    |                     |     |
|                  |    |                     |     |
| GK               | 1  | Hugo Lloris         |     |
| RB               | 2  | Bacary Sagna        |     |
| CB               | 5  | William Gallas      |     |
| CB               | 3  | Éric Abidal         |     |
| LB               | 13 | Patrice Evra        | 12' |
| DM               | 14 | Jérémy Toulalan     | 68' |
| CM               | 8  | Yoann Gourcuff      | 75' |
| CM               | 19 | Abou Diaby          |     |
| RW               | 10 | Sidney Govou        | 85' |
| CF               | 21 | Nicolas Anelka      | 72' |
| LW               | 7  | Franck Ribéry       | 19' |
| Wisselspelers:   |    |                     |     |
| FW               | 12 | Thierry Henry       | 72' |
| MF               | 15 | Florent Malouda     | 75' |
| FW               | 11 | André-Pierre Gignac | 85' |
| Coach:           |    |                     |     |
| Raymond Domenech |    |                     |     |

Man van de wedstrijd:

 Diego Forlán

|                            |           |         |                                 | |
| 17 juni 2010 20:30 (UTC+2) | Frankrijk | 0 – 2   | Mexico                          | Peter Mokabastadion, Pietersburg Toeschouwers: 43.000 Scheidsrechter: Khalil Al Ghamdi (Saoedi-Arabië) |
| 17 juni 2010 20:30 (UTC+2) |           | Verslag | 64' Hernández 79' (pen.) Blanco | Peter Mokabastadion, Pietersburg Toeschouwers: 43.000 Scheidsrechter: Khalil Al Ghamdi (Saoedi-Arabië) |

| Frankrijk | Mexico |

| Frankrijk:       |    |                     |       |
|                  |    |                     |       |
| GK               | 1  | Hugo Lloris         |       |
| RB               | 2  | Bacary Sagna        |       |
| CB               | 5  | William Gallas      |       |
| CB               | 3  | Éric Abidal         | 78'   |
| LB               | 13 | Patrice Evra        |       |
| CM               | 14 | Jérémy Toulalan     | 45+1' |
| CM               | 19 | Abou Diaby          |       |
| RW               | 10 | Sidney Govou        | 69'   |
| AM               | 7  | Franck Ribéry       |       |
| LW               | 15 | Florent Malouda     |       |
| CF               | 21 | Nicolas Anelka      | 46'   |
| Wisselspelers:   |    |                     |       |
| FW               | 11 | André-Pierre Gignac | 46'   |
| MF               | 20 | Mathieu Valbuena    | 69'   |
| Coach:           |    |                     |       |
| Raymond Domenech |    |                     |       |

| Mexico:        |    |                     |         |
|                |    |                     |         |
| GK             | 1  | Óscar Pérez         |         |
| RB             | 5  | Ricardo Osorio      |         |
| CB             | 15 | Héctor Moreno       | 49'     |
| CB             | 2  | Francisco Rodríguez | 82'     |
| LB             | 3  | Carlos Salcido      |         |
| DM             | 4  | Rafael Márquez      |         |
| CM             | 16 | Efraín Juárez       | 48' 55' |
| CM             | 6  | Gerardo Torrado     |         |
| RW             | 17 | Giovani dos Santos  |         |
| CF             | 9  | Guillermo Franco    | 4' 62'  |
| LW             | 11 | Carlos Vela         | 31'     |
| Wisselspelers: |    |                     |         |
| MF             | 7  | Pablo Barrera       | 31'     |
| FW             | 14 | Javier Hernández    | 55'     |
| FW             | 10 | Cuauhtémoc Blanco   | 62'     |
| Coach:         |    |                     |         |
| Javier Aguirre |    |                     |         |

Man van de wedstrijd:

 Javier Hernández

|                            |             |         |                        |                                                                                           |
| 22 juni 2010 16:00 (UTC+2) | Frankrijk   | 1 – 2   | Zuid-Afrika            | Vrystaat-stadion, Bloemfontein Toeschouwers: 39.415 Scheidsrechter: Óscar Ruiz (Colombia) |
| 22 juni 2010 16:00 (UTC+2) | Malouda 70' | Verslag | 20' Khumalo 37' Mphela | Vrystaat-stadion, Bloemfontein Toeschouwers: 39.415 Scheidsrechter: Óscar Ruiz (Colombia) |

| Frankrijk | Zuid-Afrika |

| Frankrijk:       |    |                     |     |
|                  |    |                     |     |
| GK               | 1  | Hugo Lloris         |     |
| RB               | 2  | Bacary Sagna        |     |
| CB               | 5  | William Gallas      |     |
| CB               | 17 | Sébastien Squillaci |     |
| LB               | 22 | Gaël Clichy         |     |
| CM               | 18 | Alou Diarra         | 82' |
| CM               | 19 | Abou Diaby          | 71' |
| RW               | 11 | André-Pierre Gignac | 46' |
| AM               | 8  | Yoann Gourcuff      | 25' |
| LW               | 7  | Franck Ribéry       |     |
| CF               | 9  | Djibril Cissé       | 55' |
| Wisselspelers:   |    |                     |     |
| MF               | 15 | Florent Malouda     | 46' |
| FW               | 12 | Thierry Henry       | 55' |
| FW               | 10 | Sidney Govou        | 82' |
| Coach:           |    |                     |     |
| Raymond Domenech |    |                     |     |

| Zuid-Afrika:            |    |                    |     |
|                         |    |                    |     |
| GK                      | 1  | Moeneeb Josephs    |     |
| RB                      | 5  | Anele Ngcongca     | 55' |
| CB                      | 4  | Aaron Mokoena      |     |
| CB                      | 20 | Bongani Khumalo    |     |
| LB                      | 3  | Tsepo Masilela     |     |
| RW                      | 10 | Steven Pienaar     |     |
| CM                      | 6  | MacBeth Sibaya     |     |
| CM                      | 23 | Thanduyise Khuboni | 78' |
| LW                      | 8  | Siphiwe Tshabalala |     |
| CF                      | 9  | Katlego Mphela     |     |
| CF                      | 17 | Bernard Parker     | 68' |
| Wisselspelers:          |    |                    |     |
| DF                      | 2  | Siboniso Gaxa      | 55' |
| FW                      | 18 | Siyabonga Nomvethe | 68' |
| MF                      | 11 | Teko Modise        | 78' |
| Coach:                  |    |                    |     |
| Carlos Alberto Parreira |    |                    |     |

Man van de wedstrijd:

 Katlego Mphela

## Afbeeldingen

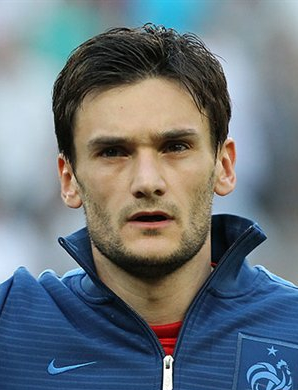
Hugo Lloris (doelman)
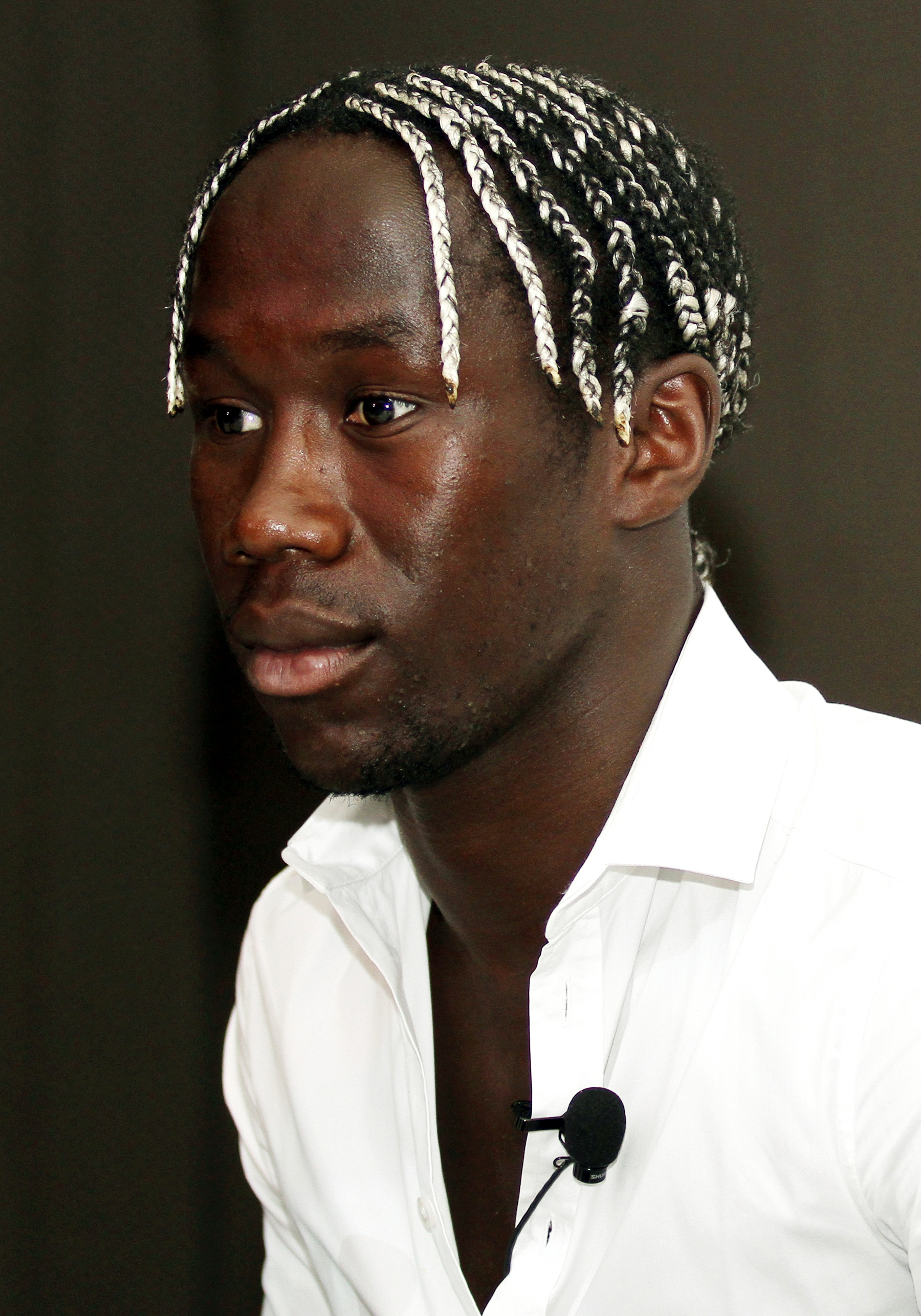
Bacary Sagna (verdediger)
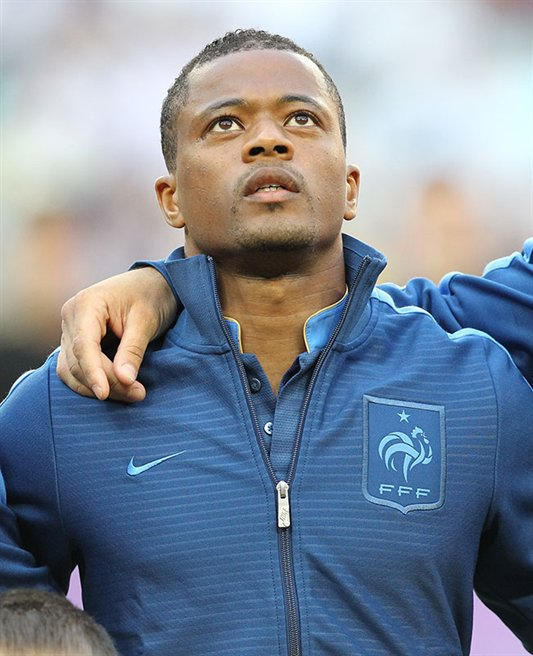
Patrice Evra (verdediger)
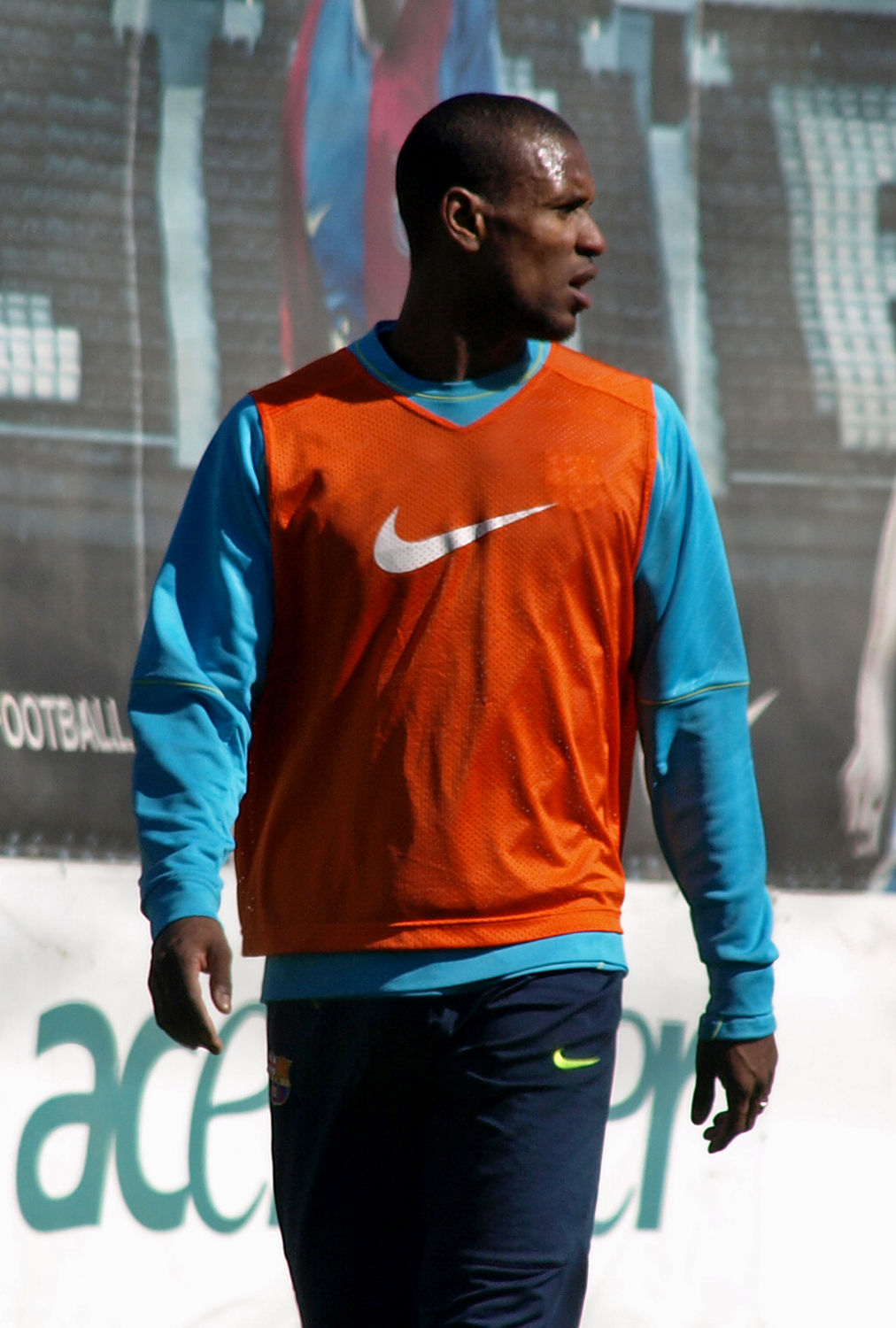
Éric Abidal (verdediger)
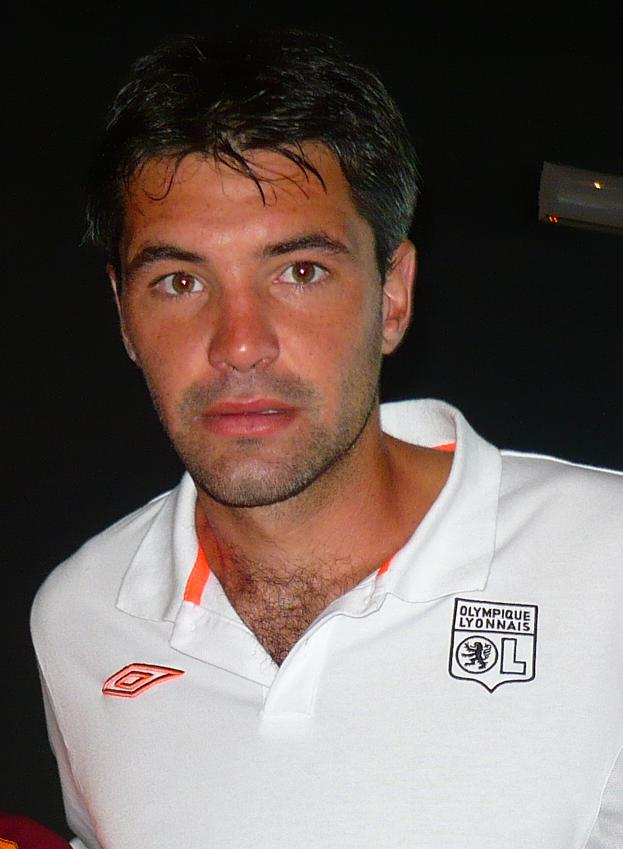
Jérémy Toulalan (middenvelder)
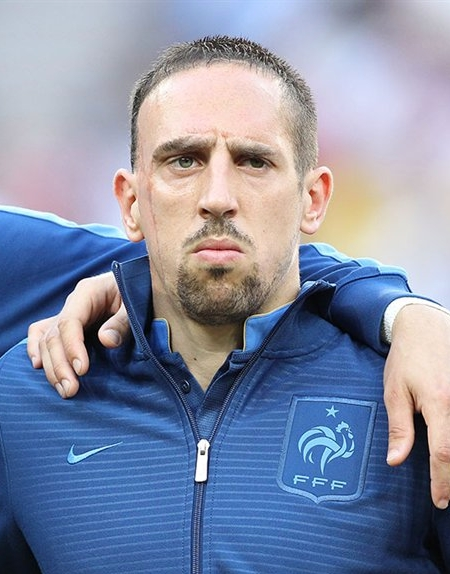
Franck Ribéry (middenvelder)
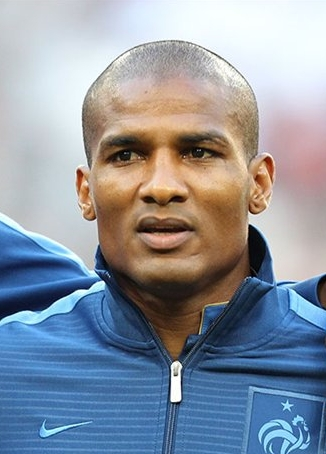
Florent Malouda (middenvelder)
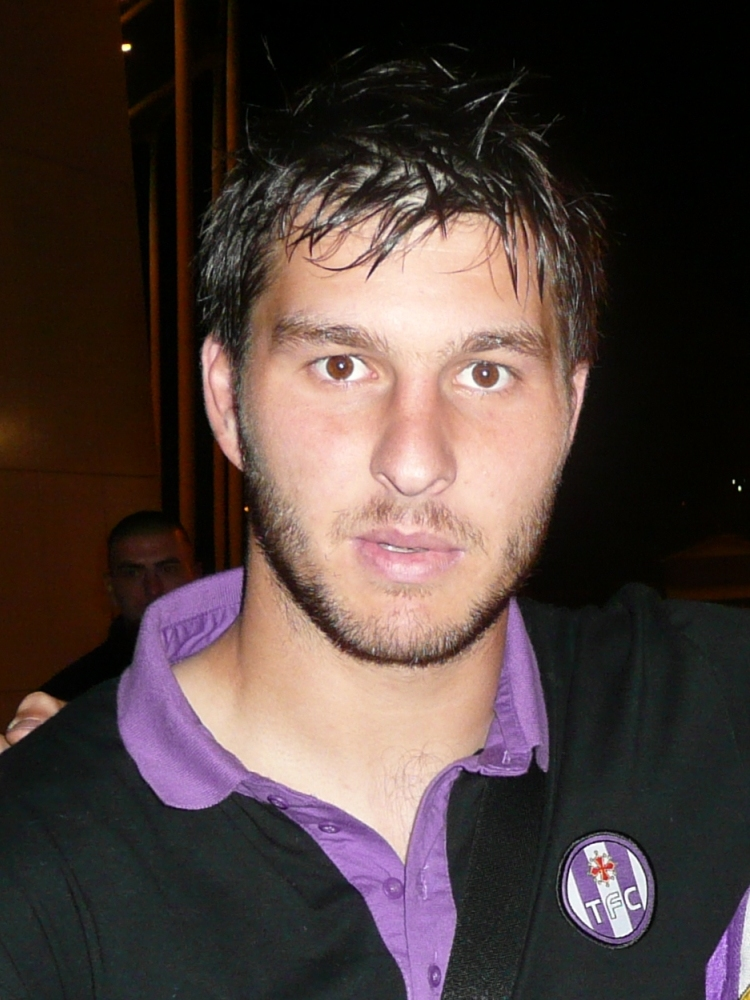
André-Pierre Gignac (aanvaller)
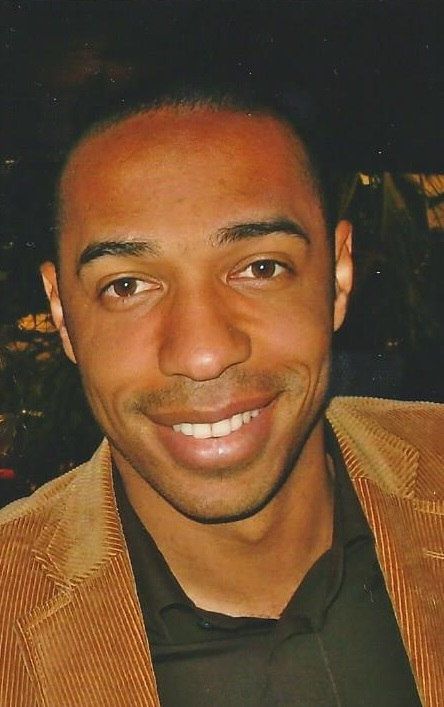
Thierry Henry (aanvaller)
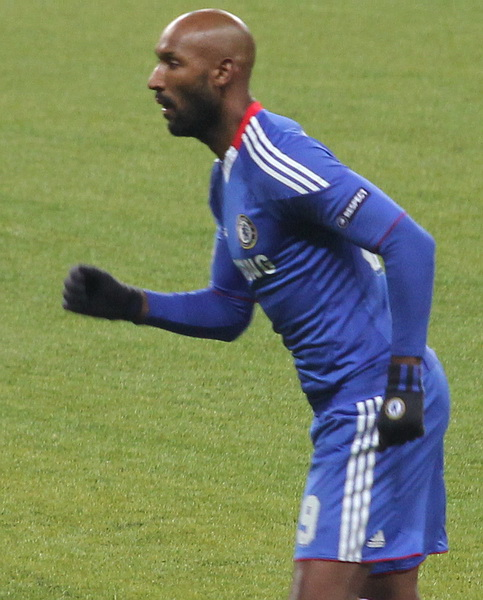
Nicolas Anelka (aanvaller)

FFF · A-internationals · Selecties · Bondscoaches · Frans vrouwenelftal · Olympisch elftal · Frankrijk U21 · Frankrijk U20 · Frankrijk U19 · Frankrijk U18 · Frankrijk U17 · Frankrijk U16 · Vrouwen U17
1904 – 1919 ·
1920 – 1929 ·
1930 – 1939 ·
1940 – 1949 ·
1950 – 1959 ·
1960 – 1969 ·
1970 – 1979 ·
1980 – 1989 ·
1990 – 1999 ·
2000 – 2009 ·
2010 – 2019 ·
2020 – 2029
EK's: 1984 · 
1992 · 
1996 · 
2000 · 
2004 · 
2008 · 
2012 · 
2016 · 
2020 · 
2024
WK's: 1930 · 
1934 · 
1938 · 
1954 · 
1958 · 
1966 · 
1978 · 
1982 · 
1986 · 
1998 · 
2002 · 
2006 · 
2010 · 
2014 · 
2018 · 
2022
OS: 1900 · 
1908 · 
1920 · 
1924 · 
1948 · 
1952 · 
1960 · 
1968 · 
1976 · 
1984 · 
1996 · 
2020
1904 · 
1905 · 
1906 · 
1907 · 
1908 · 
1909 · 
1910 · 
1911 · 
1912 · 
1913 · 
1914 · 
1915 · 1916 · 1917 · 1918 · 
1919 · 
1920 · 
1921 · 
1922 · 
1923 · 
1924 · 
1925 · 
1926 · 
1927 · 
1928 · 
1929 · 
1930 · 
1931 · 
1932 · 
1933 · 
1934 · 
1935 · 
1936 · 
1937 · 
1938 · 
1939 · 
1940 · 1941  · 
1942 · 
1943 · 1944  · 
1945 · 
1946 · 
1947 · 
1948 · 
1949 · 
1950 · 
1951 · 
1952 · 
1953 · 
1954 · 
1955 · 
1956 · 
1957 · 
1958 · 
1959 ·
1960 · 
1961 · 
1962 · 
1963 · 
1964 · 
1965 · 
1966 · 
1967 · 
1968 · 
1969 ·
1970 · 
1971 · 
1972 · 
1973 · 
1974 · 
1975 · 
1976 · 
1977 · 
1978 · 
1979 ·
1980 · 
1981 · 
1982 · 
1983 · 
1984 · 
1985 · 
1986 · 
1987 · 
1988 · 
1989 · 
1990 · 
1991 · 
1992 · 
1993 · 
1994 · 
1995 · 
1996 · 
1997 · 
1998 · 
1999 · 
2000 · 
2001 · 
2002 · 
2003 · 
2004 · 
2005 · 
2006 · 
2007 · 
2008 · 
2009 · 
2010 · 
2011 · 
2012 · 
2013 · 
2014 · 
2015 · 
2016 · 
2017 · 
2018 ·
2019 ·
2020 ·
2021 ·
2022 ·
2023
Albanië ·
Algerije ·
Andorra ·
Argentinië ·
Armenië ·
Australië ·
Azerbeidzjan ·
België ·
Bolivia ·
Bosnië en Herzegovina ·
Brazilië ·
Bulgarije ·
Canada ·
Chili ·
China ·
Colombia ·
Costa Rica ·
Cyprus ·
Denemarken ·
Duitse Democratische Republiek ·
Duitsland ·
Ecuador ·
Egypte ·
Engeland ·
Estland ·
Faeröer ·
Finland ·
Georgië ·
Gibraltar ·
Griekenland ·
Honduras ·
Hongarije ·
Ierland ·
IJsland ·
Iran ·
Israël ·
Italië ·
Ivoorkust ·
Jamaica ·
Japan ·
Joegoslavië ·
Kameroen ·
Kazachstan ·
Koeweit ·
Kroatië ·
Letland ·
Litouwen ·
Luxemburg ·
Malta ·
Marokko ·
Mexico ·
Moldavië ·
Nederland ·
Nieuw-Zeeland ·
Nigeria ·
Noord-Ierland ·
Noorwegen ·
Oekraïne ·
Oostenrijk ·
Paraguay ·
Peru · 
Polen ·
Portugal ·
Roemenië ·
Rusland ·
Saoedi-Arabië ·
Schotland ·
Senegal ·
Servië ·
Slovenië ·
Slowakije ·
Sovjet-Unie ·
Spanje ·
Togo ·
Tsjechië ·
Tsjecho-Slowakije ·
Tunesië ·
Turkije ·
Uruguay ·
Verenigde Staten ·
Wales ·
Wit-Rusland ·
Zuid-Afrika ·
Zuid-Korea ·
Zweden ·
Zwitserland
Albanië (2016) ·
Argentinië (2018) ·
Argentinië (2022) ·
Australië (2018) · 
België (1904) · 
België (2018) · 
Brazilië (1998) · 
Brazilië (2006) · 
Denemarken (2002) · 
Denemarken (2018) ·
Duitsland (2014) · 
Duitsland (2021) · 
Ecuador (2014) · 
Engeland (1982) · 
Engeland (2012) · 
Engeland (2022) ·
Honduras (2014) · 
Hongarije (2021) · 
Italië (2000) · 
Italië (2006) · 
Italië (2008) · 
Japan (2001) · 
Kameroen (2003) · 
Koeweit (1982) · 
Kroatië (2018) · 
Marokko (2022) ·
Mexico (2010) · 
Nederland (2008) · 
Nigeria (2014) ·
Noord-Ierland (1982) · 
Oekraïne (2012) · 
Oostenrijk (1982) · 
Peru (2018) · 
Polen (1982) · 
Polen (2022) ·
Portugal (2006) · 
Portugal (2016) ·
Portugal (2021) ·
Roemenië (2008) ·
Roemenië (2016) ·
Senegal (2002) · 
Spanje (1984) ·
Spanje (2006) ·
Spanje (2012) ·
Spanje (2021) ·
Togo (2006) ·
Tsjecho-Slowakije (1982) ·
Uruguay (2002) ·
Uruguay (2010) ·
Uruguay (2018) ·
Zuid-Afrika (2010) ·
Zuid-Korea (2006) ·
Zweden (2012) ·
Zwitserland (2006) ·
Zwitserland (2014) ·
Zwitserland (2016) ·
Zwitserland (2021)